# The Austin
The Austin / Grand Austin，位於香港九龍尖沙咀匯翔道8號及柯士甸道西9號，為會德豐、新世界發展及港鐵公司合作發展的私人屋苑。項目為港鐵柯士甸站C及D地盤，於2009年底推出招標，2010年3月由會德豐及新世界發展聯手投得，合共補地價約117.07億元。項目於2012年8月份獲批動工，分兩期發展。由王歐陽（香港）設計，協興建築及中國海外房屋工程承建。第1期由4幢23至27層高（在兩層地庫及三層基座上）建築組成，涉及約54.4萬方呎，共提供575個住宅單位，於2015年4月落成入伙，第2期由4幢27至32層高（在兩層地庫及三層基座上）建築組成，已定名為Grand Austin，於2015年10月落成入伙。
其所在地位於官涌炮台外、1890年代築成的填海地。1960年代中以前，南面部份是煤倉，北面部份為油庫及1933年啟用的佐敦道碼頭（第1期）。南面部份之後曾臨時作為貨倉，1971年建成尖沙咀廣東道政府合署（第2期）。

## 單位
第1期項目設5座（不設T4座、下稱非A座），同時將各座再細分為2小座，以第1座為例，包括T1座及T1A座。當中非A座單位向西、西南及南面為主，景觀較佳，近望項目內園及會所景觀，部分單位向西南望九龍站上蓋屋苑一帶，可享少量海景。至於A座單位主要向東、東北或北面為主，低層近望項目園景區，再望廣東道街景及樓景為主，中高層料可超越前方一帶矮樓，可享佐敦市景。
間隔方面，標準戶實用面積由356至1564方呎，由開放式至4房間隔，當中以862至981方呎的3房單位最多，佔約35%。實用面積1,290至1,478呎的4房亦有57個，佔總供應不足一成。
項目另備有15伙特色戶，包括連平台特色戶及複式戶，佔總供應約2.6%，463至3,306呎的1房至5房間隔。當中全項目有7伙複式戶，實用面積2,660至3,306呎不等。
所有樓宇均採用三菱電機提供的升降機。

## 設施
The Austin自設住客會所，分布於地下至5樓，總面積約5.96萬呎，當中以3樓會所面積最大，達3.65萬呎。據樓書所示，項目設有一個戶外泳池。至於位於地下及部分座數的公用花園或遊樂地方總面積亦達2.18萬呎。而整個發展項目中，有逾三成的空間為園景區，用作康樂用途的同時，亦能減少熱島效應，而大廈亦採用低吸性玻璃和遮擋太陽光設施，以減少空調能源消耗。
停車場設於地庫2層、地庫1層及地下，The Austin共有296個車位，Grand Austin共有386個車位。

## 定價
雖然項目定價實用呎價達22,871元，但發展商繼續推出大量優惠，包括為即使是首置港人提供100%雙倍印花稅津貼，最高為樓價20.5%，折實呎價約1.83萬元，除較天璽貨尾平約三成外，亦平絕區內。其中2座27樓至28樓B室頂層連平台複式，實用面積3,306方呎，另平台2,087方呎，定價高達1.69237億元，呎價51,191元，屬全盤最貴一伙，2013年11月16日最終「折實」以1.38億元售出，呎價41,721元。

## 連接港鐵
地下設專用出入口直達港鐵柯士甸站，並設八達通讀卡器，住客需經已登記之八達通才可進出。

## 配套設施
基座雖不設商鋪，然而屋苑鄰近已有商場、街市等配套設施。
- 圓方
- 官涌市政大廈
- 佐敦道地鋪

## 意外

### 行人通道突然塌下
2014年6月12日早上7時許，Grand Austin地盤內一條仍在施工中、位於3樓連接空中花園及住客會所的行人通道突然塌下，幸好當時時間尚早，未有工人開工，因此未造成人命傷亡。不過有工人指，當日抵達地盤開工時，只知道地盤被封閉，承建商沒有公布原因，後經四處打聽，才知發生塌通道意外。

### 被發現食水鉛超標
2015年7月，香港關注會林依麗委託政府認可化驗所分別在15棟不同樓齡的私人樓宇各抽一個水辦化驗，檢驗食水中鉛及鎳等金屬物，發現協興承建的柯士甸站豪宅The Austin，一個空置單位的水辦驗出鉛含量每公升水為41微克，超出世衞10微克標準3.1倍。